# Ozyptila callitys
Ozyptila callitys es una especie de araña cangrejo del género Ozyptila, familia Thomisidae.

## Distribución
Esta especie se encuentra en Túnez.